# Муди Блус
„Муди Блус“ (на английски: The Moody Blues) е английска рок група, основана през 1964 г. в Бирмингам. Те правят едни от първите експерименти със смесване на рок и класическа музика, най-вече с албума си Days of Future Passed от 1967 г. и са сред основоположниците на прогресив рока.
Групата е продала повече от 70 млн. албума по цял свят и получава като награда 18 платинени и златни статута. В групата, валидно към 2014 г., те имат 1 общ член, счетено от състава от 1964 г., и два, сравнено с 1967 г.